# Madame Monsieur
Madame Monsieur ist ein französisches Popduo, das aus dem Ehepaar Émilie Satt und Jean-Karl Lucas besteht. Die beiden gewannen den französischen Vorentscheid Destination Eurovision 2018 und vertraten Frankreich mit dem Lied Mercy beim Eurovision Song Contest 2018 in Lissabon.

## Geschichte
Émilie Satt und Jean-Karl Lucas trafen sich das erste Mal 2008 und gründeten ihre Band Madame Monsieur 2013. Zwei Jahre später schrieben sie für den französischen Rapper Youssoupha den Song Smile, der ein großer Erfolg in Frankreich wurde. Im gleichen Jahr traten sie in der Musiksendung Taratata im Fernsehen auf. Ihr erstes Album Tandem erschien am 4. November 2016.
Am 1. Januar 2018 wurde bekannt, dass Madame Monsieur mit dem Lied Mercy am französischen Vorentscheid zum Eurovision Song Contest teilnehmen werden. Im zweiten Halbfinale am 20. Januar 2018 qualifizierten sie sich als Erstplatzierte für das Finale. Beim Finale am 27. Januar 2018 landeten Madame Monsieur nach dem Juryvoting auf dem dritten Platz, konnten aber das Televoting der französischen Zuschauer für sich entscheiden und landeten somit auf dem ersten Platz. Beim Eurovision Song Contest 2018 in Lissabon landeten sie schließlich auf Platz 13.

## Diskografie

### Alben, EPs
- 2009: Émilie Satt, 01
- 2013: V for Vertigo, V for Vertigo
- 2013: Madame Monsieur, Malibu EP
- 2016: Madame Monsieur, Tandem
- 2018: Madame Monsieur, Vu d’ici

### Singles
- 2015: You make me smile
- 2016: Égérie
- 2016: See ya (feat. S.Pri Noir)
- 2016: Morts ou vifs (feat. Jok’Air und Ibrahim Maalouf)
- 2016: Partir
- 2016: Tournera (feat. Youssoupha)
- 2018: Mercy
- 2018: Comme une Reine